# 도쿠다 슈세이

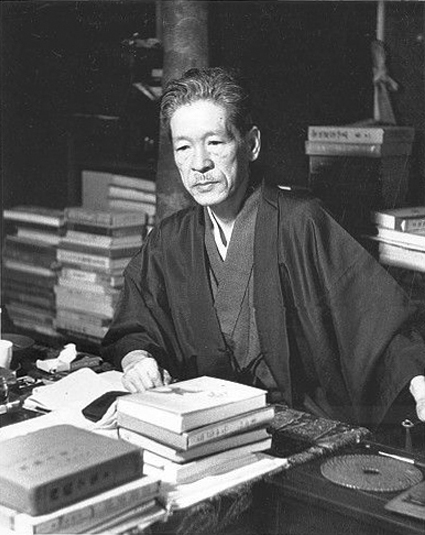

도쿠다 슈세이(徳田秋聲, 1872년 2월 1일 ~ 1943년 11월 18일)는 일본 근대의 자연주의 작가이다. 이시카와현(石川県) 가나자와(金沢)시에서 몰락한 무사 집안의 막내로 태어났고 어린 시절 병약했다. 초등학교 1학년 아래에 이즈미 교카(泉鏡花)가 재학했고, 부친의 사망으로 제4고등학교(후의 가나자와대학)를 중퇴하고 각지를 전전하며, 신문사 기자, 영어 교사 등을 경험했다. 23세(1895)에 하쿠분칸(博文舘) 편집부에 취직 후, 이즈미 교카의 소개로 오자키 고요(尾崎紅葉)의 문하생이 되어 1896년 처녀작을 발표했다. 1900년 ＜구름의 행방(雲のゆくへ)＞(≪요미우리 신문≫ 연재)으로 알려지기 시작한 후, 서민의 생활과 여성 묘사에 능했다. 1906년부터 도쿄 혼고(本郷) 모리카와정(森川町)에 거주했다.
가나자와 3문호(이즈미 교카, 무로 사이세이 포함) 중 한 작가로 가나자와시에 ‘도쿠다 슈세이 기념관’이 있다.

## 작품
도쿠다 슈세이의 대표 작품은 다음과 같다.
- ≪신세대(新世代)≫(1908)는 집 부근의 술집을 소재로 한 자연주의의 구체적 작품 전환의 제1작이다.
- ≪곰팡이(黴)≫(1911)는 결혼할 때까지의 과정과 결혼 후의 무기력한 생활을 소재로 한 작품이다.
- ≪짓무름(爛)≫(1913)은 과거 게이샤(芸者)였던 유녀의 애욕 생활을 그린 작품이다.
- ≪거친 사람(あらくれ)≫(1915)은 본능에 따라 남자를 섭렵하는 개성이 강하고 오기 있는 여자를 리얼하게 묘사해 자연주의 작풍의 절정을 보였다.
- ≪가장 인물(仮装人物)≫(1935∼1938)은 작가 슈세이 자신의 30세 연하 제자와의 연애를 비정하게 그린 작품이다.
- ≪축도(縮図)≫(1941, 검열로 미완)는 게이샤의 세계를 소재로 슈세이 문학의 집대성이라고 할 만한 마지막 장편 소설이다. 대개 중·장편 소설들로 모두 신문과 잡지에 연재했다.

슈세이는 단편 소설에서도 재능을 인정받아 몇 권의 단편집이 출판되었다. 고향 가나자와를 소재로 한 작품집에, ≪도쿠다 슈세이－가나자와 시리즈≫[전4권, 노토(能登)인쇄출판부]와 슈세이기념관에서 발행한 기념 문고 ≪도쿠다 슈세이 단편 소설 걸작집≫ 시리즈 등이 있다.